# Hella (músico)
Henna-Riikka Paakkola (n. 2 de enero de 1985) más conocida como Hella, es la actual teclista de la banda finlandesa de hard rock Lordi. Entró en la banda en 2012 sustituyendo a la anterior teclista de la banda Awa. Usa teclados Korg. Declaró además ser aficionada de las bandas Behemoth y Children of Bodom. En enero de 2014 grabó una canción con una banda finlandesa llamada Postikortteja Helvetistä.

## Personaje
El personaje de Hella en Lordi es una mezcla de humano y una muñeca. Creó su personaje junto a Mr. Lordi.
Biografía ficticia de Hella: Hella es una de las víctimas del demente simplemente conocido como Ruiz, y es el resultado retorcido de sus experimentos locos. Hella fue capturada y mantenida en cautiverio durante meses por Ruiz, hasta que finalmente fue brutalmente arrojada en plástico y caucho. La compulsión enferma de Ruiz era tratar de construir una verdadera muñeca con vida de tamaño real para su propia diversión.
Una docena de cadáveres de jóvenes fueron encontrados en su bodega en el momento de su detención, en el verano de 1985. Todos ellos fueron severamente quemados cuando se sumergieron en plástico caliente, se pincharon sus articulaciones y se unieron los huesos rotos con tornillos metálicos de tamaño grande. A algunas de las víctimas se les cortó el cuero cabelludo y se les sustituyó por pelucas rubias. Se les sacó los ojos y se les reemplazó por ojos de vidrio mal pintados. Estas operaciones en última instancia condujeron a la muerte a las víctimas. Sin embargo una muñeca se mantuvo, llevando a la conclusión de que era la víctima 13. Pero su cuerpo nunca fue encontrado.
Esta molesta evidencia innegable, un globo ocular y el cuero cabelludo, se llegó a la conclusión de que pertenecía a una misteriosa chica que milagrosamente pudo quedarse no sólo con vida, sino que también logró escapar después de sus operaciones. Se desconoce su paradero, pero se han hecho muchos informes de ella durante su vida. Esta única superviviente, ”muñeca viva”, es conocida como Hella.

## Discografía

### Lordi
- 2012: To Beast Or Not To Beast
- 2014: Scare Force One
- 2016: Monstereophonic (Theaterror vs. Demonarchy)
- 2018: Sexorcism
- 2020: Killection
- 2021: Lordiversity
- 2023: Screem Writers Guild
- 2025: Limited Deadition

### Aportaciones a otras bandas
- 2014: «Miksi» (Postikortteja Helvetistä)